# CTVテレビジョンネットワーク
CTVテレビジョンネットワーク（英語：CTV Television Network）は、カナダの最大の民放テレビネットワーク。公式的には「CTV」は何の略でもないことになっているが、ほとんどの視聴者は「Canadian Television」の略であると捉えられている。大手通信会社のベル・カナダ（Bell Canada）も持株会社BCE社の傘下にあるベル・メディアが親会社となっている。

## 歴史
1958年にジョン・ディーフェンベーカー内閣が新放送法を可決し、カナダ・ラジオテレビ通信委員会（略称：CRTC）の前身である放送管理委員会（Board of Broadcast Governors、略称BBG）を設立。CBCの規制団体機能と放送機能の二重責任体制に終止符を打つ。新放送法に基づきハリファックス、モントリオール、オタワ、トロント、ウィニペグ、カルガリー、エドモントン、バンクーバーに第二の放送局が設立される運びとなった。
1961年に3都市の第2の放送局を連携する形で、スペンス・コールドウェル（Spence Caldwell）が「カナディアン・テレビ・ネットワーク（Canadian Television Network、CTN）を8局で設立。1962年に「CTV」に名称変更し、1966年には共同体経営ネットワークとして運営開始をした。その後1966年には協同組合経営のネットワークとして運営開始する。
1970年代中頃にカナダ全土へと拡張し、1996年にはバトン・ブロードキャスティングがネットワーク全体の買収を開始した。1998年にバトン・ブロードキャスティング社がCTV社に改称。
2000年にBCE社が「グローブ・アンド・メール」紙などと共にCTVを買収。合わせて「ベル・グローブメディア社」とする。
2001年にベル・グローブメディア社はさらにカナダの英語スポーツチャンネル「TSN（The Sports Network）」を傘下におさめる。さらに2007年にはベル・グローブメディア社はCTVグローブメディア社と改称しCHUMを買収、その際CHUM所有のテレビ放送ネットワーク「Aチャンネル」を傘下に収め2008年に「A」と改称。その際CHUM所有のシティーTV（CityTV）はロジャース・コミュニケーションズに売却。
2010年、ベル・カナダを傘下に持つ持株会社のBCE社が、既に保有していた分を除くCTV未保有株85%分を13億カナダドルで取得し、再度完全買収する予定と発表した。親会社の名称はベル・メディア社となった。また「A」も2011年から「CTV Two」と改称された。

## 番組
CTVネットワークでは主にアメリカの人気ドラマを多く放映（「ER」「CSI:」など）しているが、カナダ制作のドラマも多くが成功している。
- 「Due South」
- 「Power Play」

2003年後半より、16:9のHDTV（ATSC）化が開始。2005年現在、ほとんどのカナダ制作のドラマは16:9フォーマットで制作されている。
2010年のバンクーバー冬季オリンピックと2012年のロンドンオリンピックの放映権を獲得、放送を行なった。2014年のソチオリンピックからは再びCBCが放映権を獲得した。

### アメリカからのネット番組
- アメリカン・アイドル（FOX）
- CSI:科学捜査班（CBS）
  - CSI:ニューヨーク
- クリミナル・マインド FBI行動分析課（CBS）
- アメージング・レース（CBS）
- ザ・ヴォイス（NBC）
- チャーリー・シーンのハーパー★ボーイズ（CBS）
- アンダーカバー・ボス 社長潜入調査（CBS）